# مقاطعة يونيون (أركنساس)
مقاطعة يونيون (بالإنجليزية: Union County)‏ هي إحدى مقاطعات ولاية أركنساس في الولايات المتحدة الأمريكية.

## أعلام
- نيلسون بانكر هنت
- توماس شيبمان ماكراي
- لو بروك